# Загашвили, Владислав Степанович
Владисла́в Степа́нович Загашви́ли (род. 6 июня 1955) — советский и российский учёный-экономист, заведующий сектором внешнеэкономической политики, ведущий научный сотрудник Института мировой экономики и международных отношений РАН, лауреат премии имени Е. С. Варги (1997).

## Биография
В 1977 году окончил экономический факультет МГИМО.
В 1995 году защитил докторскую диссертацию «Экономическая безопасность России в условиях перехода к рынку и интегрирования в мировое хозяйство».
В сферу научных интересов входит: внешнеэкономическая политика, национальные экономические интересы, экономические аспекты глобализации, международная торговля и деятельность ВТО.
Член ученого совета ИМЭМО РАН и диссертационного совета Государственного научно-исследовательского учреждения «Совет по изучению производительных сил», входит в состав редакционной коллегии журнала «Мировая экономика и международные отношения» (МЭиМО).

## Основные работы
- Экономическая безопасность России. М., 1997.
- Ближнее и дальнее зарубежье в геоэкономической стратегии России. М., 1998.
- Инструментарий «конфликтного поведения» в международных экономических конфликтах // Международные процессы. 2003. № 1.
- На пороге нового этапа экономической глобализации // МЭиМО. 2009. № 3.
- Государство на новом этапе экономической глобализации // МЭиМО. 2009. № 5.
- Экономические интересы России в условиях глобализации. М., 2010.
- Институциональные проблемы внешнеэкономической деятельности в России. // МЭиМО. 2014. № 1.
- Западные санкции и российская экономика // МЭиМО. 2015 № 11.

## Награды
- Премия имени Е. С. Варги (1997) — за монографию «Экономическая безопасность России»